# San Andreas Quake: Magnitude 10
Pour plus de détails, voir Fiche technique et Distribution.
San Andreas Quake: Magnitude 10 (San Andreas Quake) est un film catastrophe américain de 2015, réalisé par John Baumgartner et mettant en vedette Jhey Castles, Grace Van Dien et Lane Townsend. Il a été produit par le studio de cinéma indépendant américain The Asylum. Comme à chaque fois (ou presque) qu'un blockbuster sort, The Asylum en sort une version low-cost. San Andreas Quake: Magnitude 10 est, comme son nom l'indique, un mockbuster de San Andreas avec Dwayne Johnson.

## Synopsis
Lorsqu’une sismologue discréditée de Los Angeles met en garde contre un tremblement de terre imminent de magnitude 12,7, personne ne la prend au sérieux. Maintenant seule, elle court désespérément pour mettre sa famille en sécurité avant que le tremblement de terre ne sépare Los Angeles du continent.

## Distribution
- Jhey Castles[1] : Molly Dunn[2]
- Grace Van Dien : Ali
- Lane Townsend[1] : Hank[2]
- Shaun Gerardo : Aviateur[1]
- Jason Woods : Nick
- Elaine Partnow : Mrs. Lowenstein
- Allison Adams : Molly adolescente
- Kyle Defranco : Danny
- Robert Evans : Mr. Lowenstein
- Blaire Chandler : Jessica
- Chris Clanton : Resnick
- Chris Cleveland : James Simms
- Antonio Cullari : Inspecteur
- Alex Diehl : Jackson
- Bill Voorhees : Miles
- David Alan Graf : Chet Michaels
- Alexandra Marian Hensley : Bonnie
- Justin Hoffmeister : Garde[2]

## Production

### Tournage
Le tournage du film a eu lieu à Los Angeles, en Californie, aux États-Unis.

## Sortie
Le film est sorti le 19 mai 2015 aux États-Unis,.